# 肖蒙 (约讷省)
肖蒙（法語：Chaumont，法語發音：[ʃomɔ̃] ⓘ）是法国勃艮第-弗朗什-孔泰大区约讷省的一个市镇，属于桑斯区。

## 地理
肖蒙（48°19'26"N, 3°6'13"E）面积8.64 平方千米，位于法国勃艮第-弗朗什-孔泰大區约讷省，该省份为法国中北部内陆省份，西接卢瓦雷省，西北接塞纳-马恩省，南至涅夫勒省，东临科多尔省，东北与奥布省接壤。
与肖蒙接壤的市镇（或旧市镇、城区）包括：维讷夫、尚皮尼、圣阿尼昂、维勒布勒万、维勒蒂耶里。

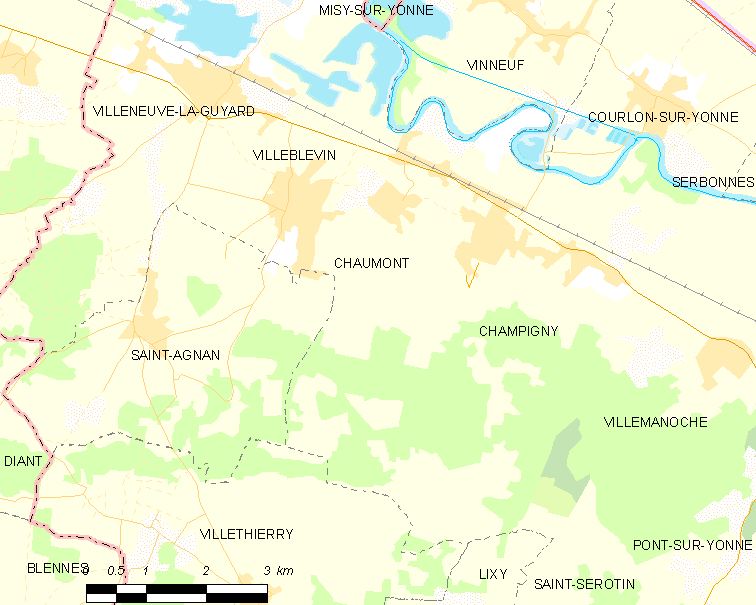
的OSM定位图

肖蒙的时区为UTC+01:00、UTC+02:00（夏令时）。

## 行政
肖蒙的邮政编码为89340，INSEE市镇编码为89093。

## 政治
肖蒙所属的省级选区为约讷河桥村县。

## 人口

1962-2008年间人口变化图示

肖蒙于2022年1月1日时的人口数量为659人。